# Francesco Cangiullo
Francesco Cangiullo (né le 27 janvier 1884 à Naples et mort le 22 juillet 1977  à Livourne) est un écrivain, poète et peintre italien. Il a participé activement au futurisme. Avec son frère Pasqualino (de), il a rédigé les manifestes futuristes.

## Biographie
En 1910, Francesco Cangiullo rencontre Filippo Tommaso Marinetti à Naples. Cette rencontre est décisive : il adhère au futurisme et collabore à Lacerba, Vela Latina et L'Italia futurista.
Il participe en 1914 à l’Exposition futuriste internationale à Rome, avec des peintures et des sculptures réalisées avec Marinetti et Giacomo Balla.
Également intéressé par le théâtre, il écrit Radioscopia di un duetto avec Ettore Petrolini en 1918.
À partir de 1924 il prend ses distances avec le futurisme même s’il reste ami avec Marinetti. En 1930, il publie Serate futuriste, ouvrage dans lequel il relate ses souvenirs de l’expérience futuriste.

## Source de la traduction
- (it) Cet article est partiellement ou en totalité issu de l’article de Wikipédia en italien intitulé « Francesco Cangiullo » (voir la liste des auteurs).